# Take Me Home, Country Roads
"Take Me Home, Country Roads" är en sång skriven av John Denver, Bill Danoff och Taffy Nivert, som spelades in av John Denver och gavs ut som singel 1971. Den nådde #2 på Billboard Hot 100. Sången förknippas starkt med delstaten West Virginia i USA och är sedan 2014 en av dess fyra officiella delstatslåtar.

## Coverversioner
Sången har spelats in av många olika artister. Redan samma år spelade Lynn Anderson in den och gav ut på albumet How Can I Unlove You. Olivia Newton-Johns version från 1973 blev en mindre framgång i Storbritannien och Japan. 2001 gav det nederländska popbandet Hermes House Band ut en cover med namnet "Country Roads" och fick en hit i flera europeiska länder, bland annat första plats i Skottland och på den irländska dansmusiklistan.
På svenska finns den tolkad av Alf Robertson med titeln "Gamla väg" på albumet Sånger mina vänner sjöng (1973). Även Rolf Wikström har gjort en svensk tolkning på albumet Istället för tystnad (2011). Där har den titeln "Led mig hem, gamla väg". Brogrens har sjungit in sången under namnet "Bonnavägar". Hardda Ku Hardda Geit har spelat in en version på jamska med titeln "Heim te Kluk".

## I populärkulturen
Sången, och skrivandet av alternativa texter till den, är en viktig del av intrigen i den japanska animerade filmen Om du lyssnar noga från 1995.

## Listplaceringar
| Lista (1971) | Topplacering |
| ------------ | ------------ |
| USA          | 2            |

### Fotnoter
1. ↑  "FAQ – Whisper of the Heart". Nausicaa.net. Läst 2012-08-11. (engelska)
2. ↑  ”Listplacering”. http://www.billboard.com/#/song/john-denver/take-me-home-country-roads/1708445. Läst 13 maj 2011.